# Liste von PDF-Software
Die Liste von PDF-Software enthält Programme zum Betrachten, Bearbeiten und Konvertieren von PDF-Dateien sowie weitere Software, die PDF unterstützt.

## PDF-Betrachter
| Software                  | Lizenz                                                                  | Betriebssystem                         | Bemerkungen | Website                 |
| ------------------------- | ----------------------------------------------------------------------- | -------------------------------------- | --- | ----------------------- |
| Adobe Acrobat Reader DC   | proprietär, Freeware                                                    | Windows, macOS, Android, iOS           | PDF-Pionier. | adobe.com               |
| Amazon Kindle für Android | proprietär, Freeware                                                    | Android                                | Unterstützt weitere Formate aus dem E-Book-Bereich; PDF-Unterstützung ist von Foxit programmiert. | amazon.de               |
| Ashampoo PDF Free         | proprietär, Freeware                                                    | Windows                                | PDF-Dateien betrachten und erstellen, Seiten im Dokument verschieben, bearbeiten oder löschen; bietet Hilfe beim Ausfüllen von Formularen – auch von interaktiven Formularen. | ashampoo.com            |
| Ashampoo PDF Pro          | proprietär                                                              | Windows                                | PDF-Dateien erstellen, bearbeiten, Seiten anordnen und neue einfügen. Texte editieren, kommentieren, löschen und formatieren. Ausgabe auch als Word- oder Excel-Datei zur Weiterbearbeitung. Paralleles scrollen durch zwei PDF-Seiten mit integrierter Vergleichsfunktion.                                                              | ashampoo.com            |
| Evince                    | GPLv2                                                                   | Linux                                  | Standardbetrachter für Gnome. | wiki.gnome.org          |
| Foxit PDF Reader          | proprietär, Freeware bzw. Freemium                                      | Windows, macOS, Linux, Android, iOS    | PDF-Dateien erstellen, in PDF-Dateien Text farbig markieren, unterstreichen, Linien zeichnen, Abstand messen, etc. sowie an beliebiger Stelle Text einfügen, geeignet um PDF-Formulare (ohne interaktive Formularelemente) auszufüllen. Als portable Anwendung verfügbar.                                                                | foxit.com               |
| PDF Reader Pro            | proprietär, Freeware bzw. Freemium                                      | Windows, macOS, Android, iOS           | Unterstützt das Öffnen, Konvertieren, Bearbeiten von Seiten, Text und Bildern sowie das Signieren, Ausfüllen, Vergleichen, Schwärzen und OCR von PDF-Dateien. | pdfreaderpro.com        |
| GNU GV (bzw. gv)          | GPLv3                                                                   | Linux                                  | Grafische Oberflächen für das universelle Ghostscript zur Darstellung von PDF- und PostScript-Dokumenten in X-Server-Fenstern (abgeleitet von Timothy O. Theisens Ghostview). | gnu.org                 |
| Google Chrome             | proprietär, Freeware                                                    | Windows, macOS, Linux                  | Webbrowser mit integriertem PDF-Betrachter. | google.com              |
| Google Drive für Android  | proprietär, Freeware                                                    | Android                                | Ist nicht primär PDF-Betrachter. | play.google.com         |
| KPDF                      | GPLv2                                                                   | Linux                                  | Bis Version 3.5 Standard in der Linux-KDE-Desktopumgebung, ab KDE 4 durch Okular ersetzt. | kpdf.kde.org            |
| Mozilla Firefox           | MPL 2.0                                                                 | Windows, macOS, Linux                  | Webbrowser mit integriertem PDF-Betrachter. | mozilla.org             |
| Artifex MuPDF             | Duales Lizenzsystem: AGPLv3 oder individuelle proprietäre Lizenz-Option | Windows, Android, iOS, iPadOS          | Suite bestehend aus schlankem Dokumentenbetrachter und einigen Tools mit einer Bibliothek für PDF-, XPS-, OpenXPS- und E-Book-Dateien im Comic-Book-Format (CBZ/CBR) sowie EPUB und FictionBook 2. Die MuPDF-Bibliothek wird u. a. auch von Sumatra PDF verwendet (siehe unten).                                                         | mupdf.com               |
| Nitro PDF Reader          | proprietär, Freeware                                                    | Windows                                | Textstellen farbig markieren, Linien zeichnen, Abstände messen. | gonitro.com             |
| Okular                    | GPLv2                                                                   | Windows, Linux                         | Ab Version 4 Standard in der Linux-KDE-Desktopumgebung, ersetzte KPDF. | okular.kde.org          |
| PDF-XChange Viewer        | proprietär, Freeware                                                    | Windows                                | Freeware-Ausgabe: Anmerkungen einfügen, Textstellen unterstreichen, Seiten drehen, Text mit OCR erkennen, messen (Längen, Umfänge und Flächen), Metadaten und Lesezeichen editieren. Pro-Ausgabe: U. a. Seiten einfügen und löschen sowie zuschneiden, Anmerkungen einbetten, Dokumente signieren etc. Als portable Anwendung verfügbar. | tracker-software.com    |
| PDF24 Creator             | proprietär, Freeware                                                    | Windows                                | PDF-Konverter (Druckertreiber), kann Dokumente teilen, zusammenfügen, Passwort-schützen und digital signieren. | tools.pdf24.org         |
| Sumatra PDF               | GPLv3                                                                   | Windows                                | Minimalistische Software mit LaTeX-Unterstützung, Betrachter für PDF-, E-Book- (EPUB und Mobipocket), Comic-Book-Format- (CBZ/CBR), DjVu-, XPS-, CHM-, BMP-, JPG- und PNG-Dateien. Als portable Anwendung verfügbar. | sumatrapdfreader.org    |
| Vivaldi                   | proprietäre Freeware                                                    | Windows, macOS, Linux, Android, iPadOS | Webbrowser mit integriertem PDF-Betrachter. | vivaldi.com             |
| Vorschau                  | proprietär, Freeware                                                    | macOS                                  | In macOS integrierter Standardbetrachter, ab Version 10.5 mit Markierungsfunktionen etc. | support.apple.com       |
| Xournal                   | GPLv2                                                                   | Windows, Linux                         | Notiz-Software; kann in PDF-Dateien Unterstreichungen, Markierungen etc. vornehmen. | xournal.sourceforge.net |
| Xpdf                      | GPLv2, GPLv3                                                            | Windows, Linux                         | Enthält neben dem Betrachter einige Utilities. | xpdfreader.com          |

## Programme zum Bearbeiten von PDF-Dateien
| Software             | Lizenz                         | Betriebssystem        | Bemerkungen | Website                |
| -------------------- | ------------------------------ | --------------------- | --- | ---------------------- |
| 7-PDF Split & Merge  | proprietär, Freeware           | Windows               | Teilen und Zusammenfügen von PDF-Dokumenten, Extrahieren von beliebigen Seitenabschnitten in separate PDF-Dateien, Drehen von PDF-Seiten direkt beim Teilen und Zusammenfügen. Benötigt keine JRE oder Java. Auch als portable App für den USB-Stick nutzbar.                                                                                      | 7-pdf.de               |
| ABBYY FineReader PDF | proprietär                     | Windows, macOS        | PDFs in bearbeitbare Formate konvertieren (doc, docx, xls, xlsx, rtf, txt, html); mehrere MS-Office-Dateien in verschiedenen Formaten zu einem PDF zusammenführen; Bearbeiten von Metadaten etc. | pdf.abbyy.com          |
| Adobe Acrobat        | proprietär                     | Windows, macOS        | PDF-Pionier, multilinguale Benutzeroberfläche verfügbar. | adobe.com              |
| Foxit PDF Editor     | proprietär                     | Windows, macOS        | Alternative zu Adobe Acrobat. | foxit.com              |
| Foxit PDF Reader     | proprietär, Freeware, Freemium | Windows, macOS, Linux | PDF-Dateien erstellen, Text farbig markieren, unterstreichen, Linien zeichnen, Abstand messen, etc. sowie an beliebiger Stelle Text einfügen, geeignet um PDF-Formulare (ohne interaktive Formularelemente) auszufüllen. | foxit.com              |
| Master PDF Editor    | proprietär                     | Windows, macOS, Linux | Umfangreiche Möglichkeiten zu Editieren (Seiten, Texte, Bilder, Steuerelemente) und zu Kommentieren. | code-industry.net      |
| PDF Annotator        | proprietär                     | Windows               | PDFs annotieren (Text, Ink), bearbeiten (Seiten(-teile) entfernen, einfügen, beschneiden), PDF-Dateien kombinieren, splitten, Text extrahieren und vieles mehr. | pdfannotator.com       |
| PDF Arranger         | GPLv3                          | Windows, macOS, Linux | Grafische Oberfläche, um PDF-Dokumente zu kombinieren oder aufzuteilen, Rotieren, Beschneiden, visuelles Sortieren und vieles mehr. | github.com/pdfarranger |
| PDFescape            | proprietär                     | Windows, Online       | Bearbeitung, Formulare … | pdfescape.com          |
| PDF Studio           | proprietär                     | Windows, macOS, Linux | Java-basierte Software mit umfangreichen Möglichkeiten zur Bearbeitung (Seiten, Texte, Bilder, Steuerelemente usw.) und zur Kommentierung von PDF-Dokumenten. | qoppa.com              |
| PDF-XChange          | proprietär                     | Windows               | Umfassendes, strukturiertes Paket zur Erstellung, Verarbeitung, Optimierung, Anpassung von PDF- und Rasterdateien; Beschreibung des Viewers (siehe oben). | tracker-software.com   |
| PDF-XChange Editor   | proprietär, Freeware           | Windows               | Text bearbeiten (schreiben, löschen, Text farbig markieren, Linien zeichnen, Abstand messen). | pdf-xchange.de         |
| PDFsam Basic         | AGPLv3                         | Windows, macOS, Linux | Java-basiert, grafische Oberfläche (GUI) und Kommandozeile. Zerteilen und Zusammenfügen von PDF-Dokumenten, Exportieren ausgewählter Abschnitte in neue Dateien, Rotieren von Seiten, visuelles Sortieren der Seiten in bestehendem Dokument und visuelles Zusammenstellen neuer Dokumente sowie Speicherung der Umgebung zum späteren Fortfahren. | pdfsam.org             |
| MiniTool PDF Editor  | proprietär, Freeware           | Windows               | PDF bearbeiten, konvertieren, komprimieren | minitool.com           |

## PDF-Konverter
| Software       | Lizenz               | Betriebssystem | Bemerkungen | Website         |
| -------------- | -------------------- | -------------- | --- | --------------- |
| 7-PDF Printer  | proprietär, Freeware | Windows        | PDF-Drucker mit „Document Collector“-Funktion zum Zusammenfügen mehrerer Druckjobs. Unterstützt SFTP-/FTP- und HTTP-Upload, Mailversand via MAPI und SMTP, Signaturen, Verschlüsselung, PDF/A, Briefpapiere und Wasserzeichen, COM API sowie Netzwerkfähigkeit. | 7-pdf.de        |
| CIB pdf brewer | proprietär, Freeware | Windows        | PDF-Drucker, Zusammenfügen von PDF-Dateien, Verschlüsseln von PDF-Dateien bis 256 Bit, PDF/A, Briefpapiere, Lesezeichen, Wasserzeichen. | cib.de          |
| DoPDF          | Freeware             | Windows        | PDF-Drucker auf Basis von Softlands proprietäre leistungsstärkere novaPDF | de.dopdf.com    |
| PDF24 Creator  | proprietär, Freeware | Windows        | Druckertreiber, Editor für Teilen, Zusammenfügen, Passwortschutz und Signatur von PDF-Dokumenten. | tools.pdf24.org |
| PDFCreator     | proprietär, Freeware | Windows        | Druckertreiber, Zusammenfassen von Dokumenten, Passwortschutz und Signatur von PDF-Dokumenten. | pdfforge.org    |

## Weitere Software, die PDF unterstützt
| Software           | Lizenz            | Betriebssystem        | Bemerkungen                                                                            | Website            |
| ------------------ | ----------------- | --------------------- | -------------------------------------------------------------------------------------- | ------------------ |
| Affinity Publisher | proprietär        | Windows, macOS        | Desktop-Publishing-Programm mit PDF-Import und -Export                                 | affinity.serif.com |
| Apache OpenOffice  | Apache-Lizenz 2.0 | Windows, macOS, Linux | Freies Office-Paket mit PDF-Export sowie PDF-Import in Draw (Erweiterung nötig)        | openoffice.org     |
| CorelDRAW          | proprietär        | Windows, macOS        | Grafiksoftware mit PDF-Import und -Export                                              | coreldraw.com      |
| Inkscape           | GPLv2             | Windows, macOS, Linux | Grafiksoftware mit PDF-Import und -Export                                              | inkscape.org       |
| LibreOffice        | MPL 2.0           | Windows, macOS, Linux | Freies Office-Paket mit PDF-Export sowie PDF-Import (in Draw)                          | de.libreoffice.org |
| Microsoft Office   | proprietär        | Windows, macOS        | Office-Paket mit PDF-Import und -Export                                                | office.com         |
| MigraDoc           | MIT               | Windows, macOS, Linux | Bibliothek zum Erstellen von Dokumenten (PDF oder RTF)                                 | docs.pdfsharp.net  |
| PDFsharp           | MIT               | Windows, macOS, Linux | Bibliothek zum Erstellen und Bearbeiten von PDF-Dateien                                | docs.pdfsharp.net  |
| Scribus            | GPLv2             | Windows, macOS, Linux | Freies Desktop-Publishing-Programm mit PDF-Export; auch PDF/X-3 und PDF 1.5 mit Ebenen | scribus.net        |
| SoftMaker Office   | proprietär        | Windows, macOS, Linux | Office-Paket mit PDF-Export                                                            | softmaker.de       |
| WordPerfect        | proprietär        | Windows               | Office-Paket mit PDF-Import und -Export                                                | wordperfect.com    |